# 東亜学園高等学校
東亜学園高等学校（とうあがくえんこうとうがっこう）は、東京都中野区上高田五丁目に所在する私立高等学校。

## 学科
- 普通科
  - 総合選抜コース(共学)
  - 特進コース(共学)

2年次 文系選抜コース、理系選抜コース、特別選抜コース、特進コース（文系・理系）、
2017年度より体育コース廃止

## 沿革
- 1924(大正13)年4月1日、財団法人東亜商業学校開設。 愛知県の教育者(3)西尾豊作が5カ年制実業学校として現在地(東京府豊多摩郡野方村字上高田221番地)に設立、初代校長となる。設立に際し西尾の同郷の山田三七郎(愛光舎支配人）が後援。4月11日、1年生と2年生合計50余名を新入生として入学式挙行。5月13日文部大臣認可。
- 1926(大正15)年11月、経営困難のため西尾は校長職辞任。教頭が校長代理となる。経営困難の理由としては、創立の前年(大正12年)の関東大震災の余波を受け生徒募集に支障があったものと東京府に報告されている。
- 1927(昭和2)年3月8日寺本伊勢松(大日本国民中学会主事・公民教育会専務理事)が第2代校長となり再建に尽力する。10月19日、野方商科学校(夜間4カ年制)が東亜商業学校内に開設され、同日東京府知事・文部大臣認可。
- 1928(昭和3)年7月19日、新たに財団法人「野方学園」が設立され文部大臣より認可される。設立者は寺本伊勢松他3名(生田喜代太・長塚益次・河野正義)。第2代校長の寺本が初代理事長となる。これにより東亜商業学校と野方商科学校の二つを傘下に持つ「財団法人野方学園」が発足する。(出典：東京府文書、読売新聞、『中野区史』、『山田君碑』)

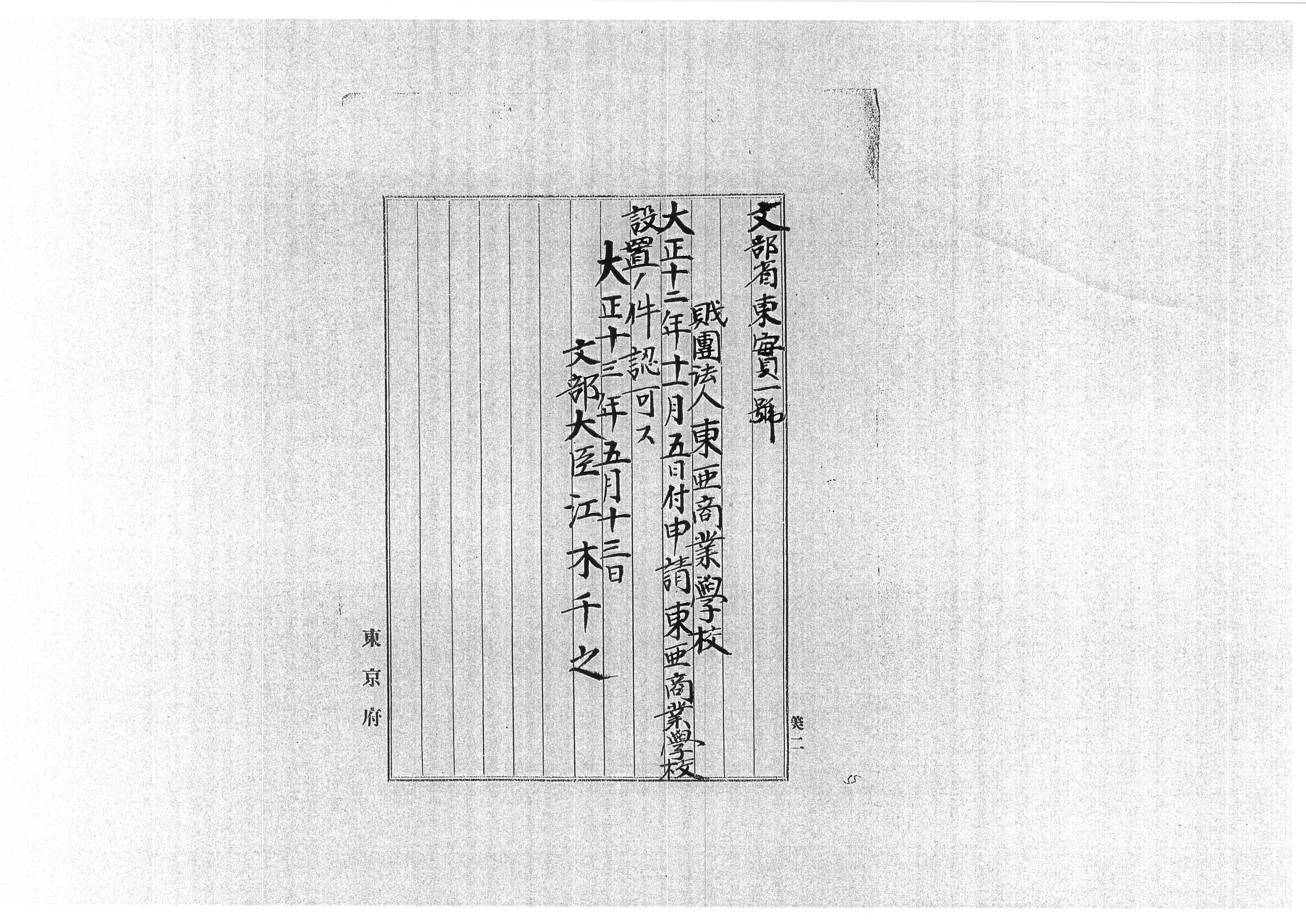
文科省設立認可証・大正13(1924)年5月13日認可・東京府文書(東京都公文書館所蔵)
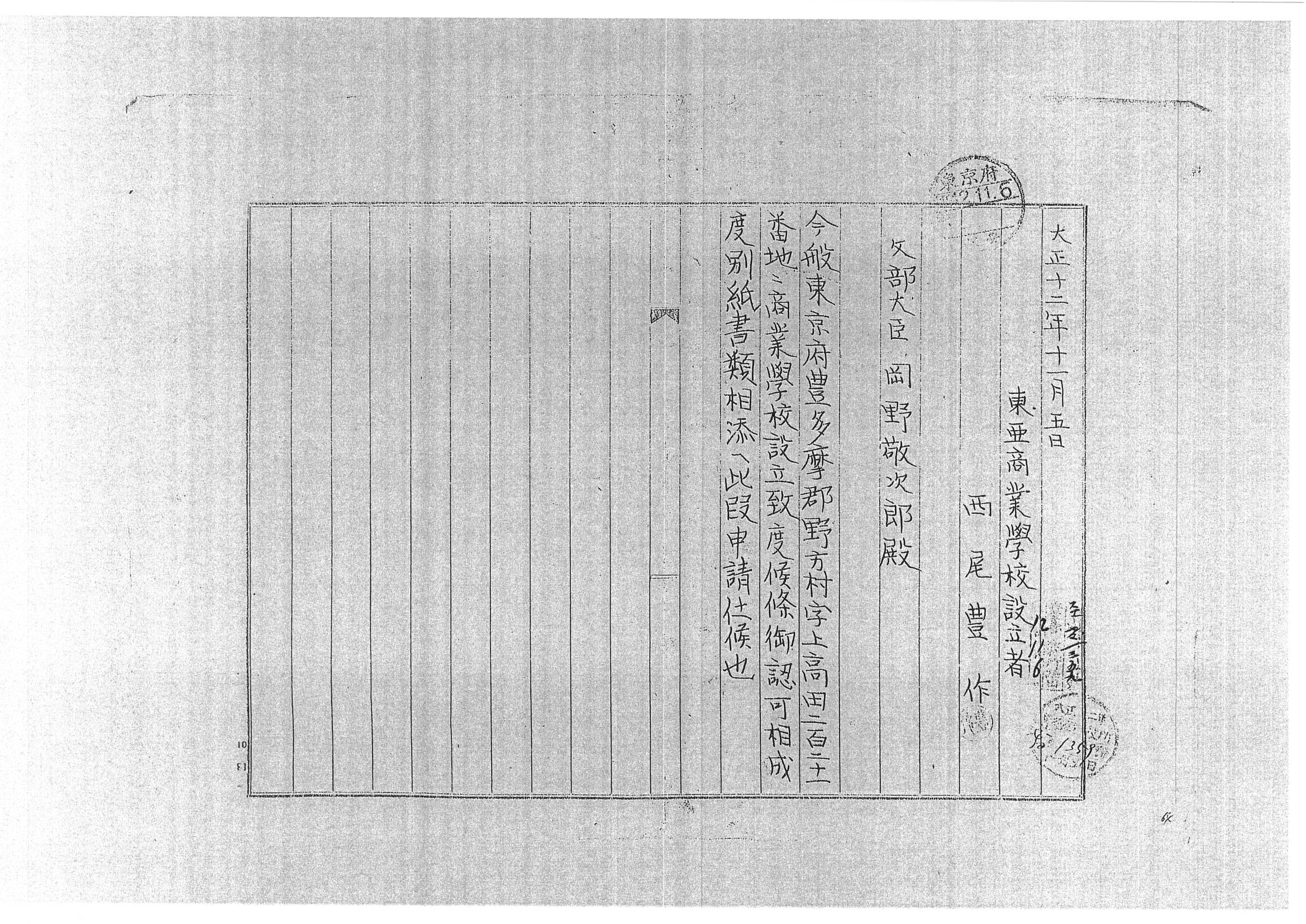
創立者西尾豊作先生の設立申請書・大正12年11月5日付・東京府文書(東京都公文書館所蔵)
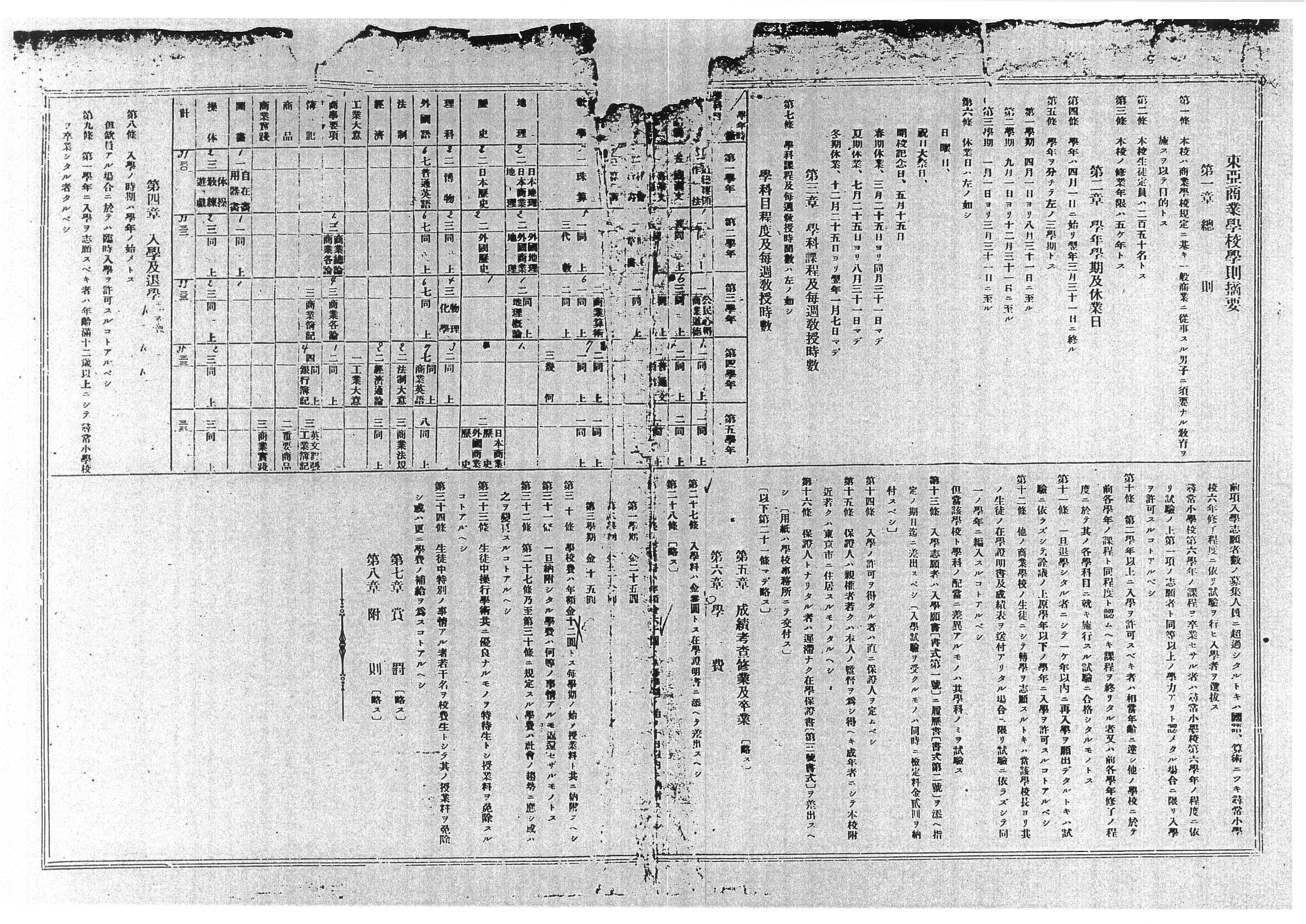
入学案内（昭和初期）A
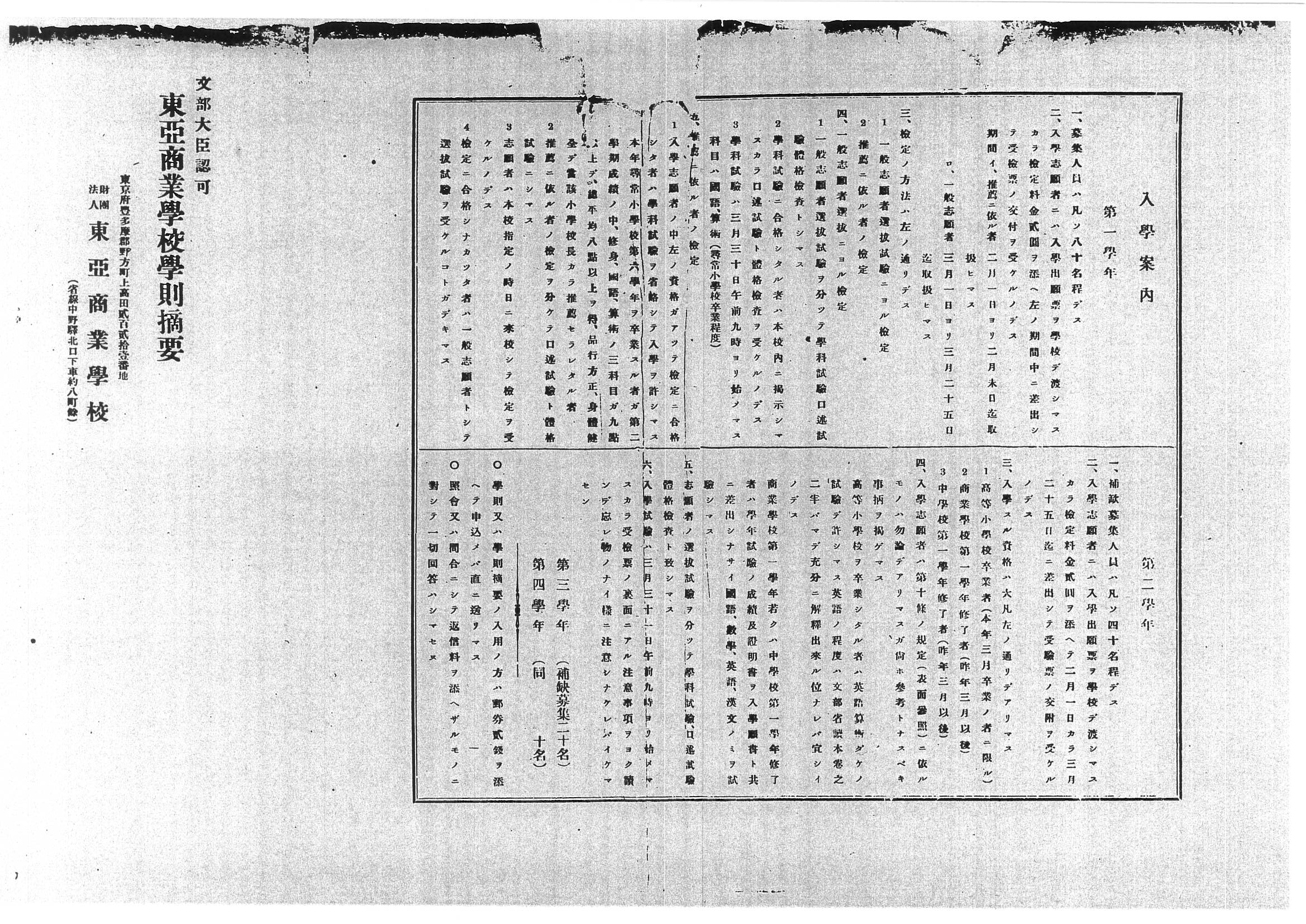
入学案内（昭和初期）
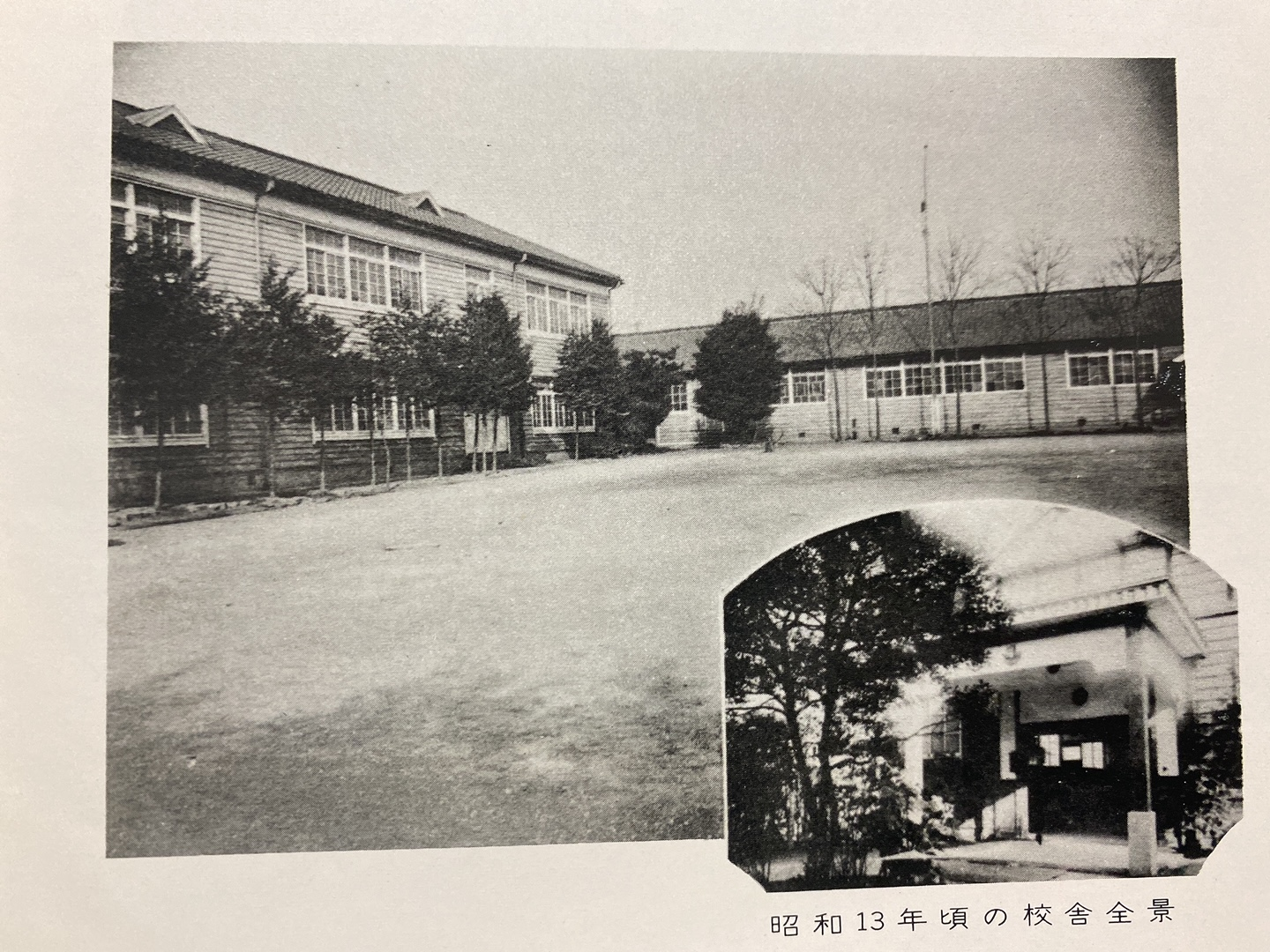
新校舎・昭和初期

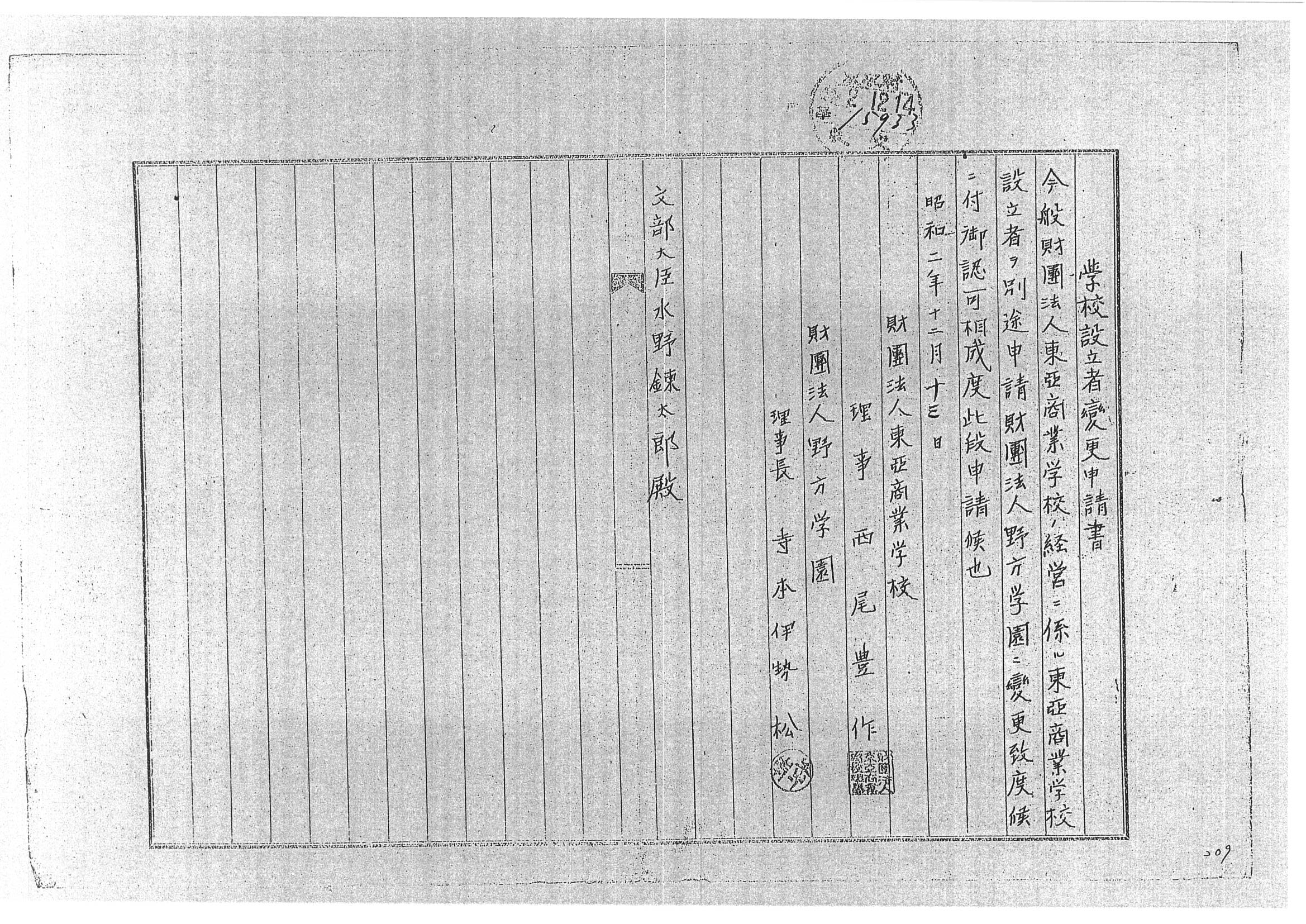
理事長交代の申請書

- 1936年 - (昭和11年)7月22日寺本伊勢松氏没　9月12日戸野周二郎(元東京市助役・四日市市長)が第2代理事長就任。
- 1941年 - (昭和16年)法学博士樋貝詮三氏理事長に就任。校長に鶴田定方氏就任。
- 1944年 - (昭和19年)学徒動員　第二本科生に動員令下る　戦時非常措置により「東亞工業学校」に転換。
- 1945年 - (昭和20年)5月25日、山の手大空襲により全施設焼失　以後野天授業が始まる 男女共学制、横河電機工場施設の払い下げを受ける。翌23年に校舎移築。中学校を廃止。25年には在校生0名となった。昭和25年「私立学校法」施行され翌26年に学校法人に改組され「学校法人野方学園高等学校」となった。
- 1952年 - (昭和27年）樋貝国務大臣からの廃校の指示を覆し、本宮昇理事は編み物工場と提携を決め、日本高等編み物技芸学校を新設、学校再建を果たす。
- 1953年 - (昭和28年）創業30周年 校名を学校法人野方学園東亜商業高等学校に復する。樋貝理事長没　本館新築事を竣工
- 1958年 - (昭和33年) 生徒会結成。西側1号館新築工事着工。
- 1960年 - (昭和35年) 4月同窓会を復活　10月本館鉄筋建て4階8教室増築
- 1962年 - (昭和37年) 仮校舎取り壊し、鉄筋4階建て20教室、体育館兼講堂、道場の3号館建設着工
- 1964年 - (昭和39年) 武道科を正科として設置
- 1965年 - (昭和40年) 本宮昇氏理事長に就任。本館改築工事、映画教室、図書館、柔道場、トレーニングセンター、小体育館、食堂など鉄筋5階建てを新設。
- 1966年 - (昭和41年) 男子部・女子部の独立と共に普通科を男子部に設置　類型別コース制採用。制服を背広に改訂。蓼科訓練所200坪、グランド2,400坪の建設に着工。保谷市の総合グランド建設に着工（野球用バックネット、トラック、バレーコート、テニスコート、サッカー場、部室、器具庫、水道設備を整備。翌42年～父母の会を発足、学園歌を制定。定時制を廃止し閉校。
- 1970年 - (昭和45年) 普通科に体育コース設置
- 1972年 - (昭和47年) 定時制完全閉校。校長アメリカのUCLAで遊学。本宮昇理事長 勲五等瑞宝章を受く
- 1973年 - (昭和48年) 創立50周年　記念歌「蓼科の友情」を制定
- 1975年 - 法人名・校名を東亜学園高等学校と改
- 1982年 - 普通科に共学制採用
- 2004年 - 普通科に特進コース設置
- 2017年 - 体育コース廃止

校技
- 弁論
  - 弁論の目的は、社会で起きていることに関心を持ち、自ら問題点を発見して、自分なりの意見を形成できるようになることです。最終原稿を作るにあたっては、たとえテーマが個人的な問題であったとしても、それを一般化させて人に伝わるようにと指導する。
- 男子武道
  - 武道教育は東亜学園高等学校の校訓を体現する教育です。「己を磨く砥石は他人である」という理念から、他者を敬う心を育て、自己に打ち克つ強い精神を養う目的で行います。男子は柔道と剣道を選択し、3年間で柔道は初段を、剣道は1級取得を目標とする。

- 女子フェンシング
  - 学園長 本宮誠之先生の「格技は他人を以て己を鍛える事を本義とする、つまり自己を他人と隔ての無い人間として見ることを学び、人の弱さを克服し、またその難しさを発見する道である」とフェンシングの精神を位置づけている。

## 部活動

### フェンシング部
フェンシング部の戦績
- 1984年（昭和59年）3月 第8回全国高等学校選抜フェンシング大会　女子個人・優勝 桐谷乃宇奈
- 1985年（昭和60年）8月 第31回全国高等学校総合体育大会　女子個人・優勝 桐谷乃宇奈
- 1993年（平成5年）3月 第17回全国高等学校選抜フェンシング大会　女子団体準優勝 田井、堀内、日高、畑、桐生
- 1993年（平成5年）8月 第39回全国高等学校総合体育大会　女子個人・優勝 日高麻衣子
- 1997年（平成9年）8月 第43回全国高等学校総合体育大会　男子団体・優勝 古谷、佐藤、松本、佐竹、福田
- 1997年（平成9年）8月 第43回全国高等学校総合体育大会　フルーレ男子個人・優勝　古谷貴之
- 1998年（平成10年）8月 第44回全国高等学校総合体育大会　フルーレ男子個人・優勝　福田佑輔
- 1999年（平成11年）8月 第45回全国高等学校総合体育大会　フルーレ男子個人・優勝　福田佑輔
- 2003年（平成15年）8月 第49回全国高等学校総合体育大会　フルーレ女子個人・優勝　戸田志帆
- 2005年（平成17年）10月 第60回国民体育大会　少年男子・優勝　藤野、木村選手
- 2011年（平成23年）8月 第57回全国高等学校総合体育大会　女子団体・優勝　大久保、久良知、馬場、中島、柳岡
- 2012年（平成24年）8月 第58回全国高等学校総合体育大会　男子団体・優勝 神田、松山（大）、若林、松山（恭）、敷根
- 2012年（平成24年）8月 第58回全国高等学校総合体育大会　フルーレ男子個人・優勝　松山恭助

フェンシング部OB・OGの戦績
- 1988年（昭和63年） ソウルオリンピック 出場 桐谷乃宇奈
- 1990年（平成2年） 全日本フェンシング選手権大会 優勝 桐谷乃宇奈
- 2005年（平成17年） ワールドカップ東京大会 優勝 福田佑輔
- 2006年、2008年、2010年（平成18,20,22年） 全日本フェンシング選手権 優勝 福田佑輔
- 2011年、2012年（平成23,24年） 全日本フェンシング選手権 2位 福田佑輔
- 2011年、2012年（平成23,24年） 全日本フェンシング選手権 優勝 藤野大樹

### バレーボール部
- 全日本バレーボール高等学校選手権大会（春の高校バレー）40回出場 優勝4回、準優勝4回、4強4回
- 全国高等学校総合体育大会バレーボール競技大会（インターハイ） 優勝3回、4強4回

春高バレーでの戦績
馬橋洋治監督の急逝後、一時期低迷があったが、「全日本バレーボール高等学校選手権大会」（以前の「春の高校バレー」）の強豪校として、再び君臨している。
- 1983年度、第14回春の高校バレー優勝　→ノーマークからの初優勝を成し遂げ、「ミラクル東亜」[1]と呼ばれる。
- 2007年度、第38回春の高校バレー優勝　→豊富な攻撃力、多彩なコンビバレーを駆使し「ミラクル東亜の再来」と呼ばれる。
- 2008年度、第39回春の高校バレー優勝（連覇）　→前年からのメンバー5人を主体に連覇を達成する。
- 2011年度、1月開催に変更になった新生春高初代王者となる。

2014年11月16日、馬橋監督の急逝後から14年間監督を勤めた、小磯靖紀監督が心筋梗塞のため53歳で急逝した。

### コーラス部
- 2014年、NHK全国学校音楽コンクール地区予選金賞受賞。
- 2014年10月27日放送の『乃木坂って、どこ?』で乃木坂46のメンバーと「何度目の青空か?」合唱バージョンを披露した。
- 2015年、映画『幕が上がる』の主題歌である、ももいろクローバーZ「青春賦」にバックコーラスとして参加した。

## 交通
出典 : 
- 中野本校舎
  - 西武新宿線 新井薬師前駅 徒歩1分
  - 関東バス 池11[4]・中12・中41系統 「上高田中通り」下車
- 小平校舎
  - 西武新宿線 花小金井駅 徒歩15分
  - 西武バス 武12・武13・武14・武15・武21・武21-1・花01・花02・清03・清03-1 「花小金井五丁目」下車

## 著名な出身者
- 熊木令次 (元東村山市長) /東亜商業卒業
- 河野公平（プロボクサー）
- 竹内雅朝（重量挙げ選手） モントリオールオリンピック出場（昭和51年）
- 桐谷乃宇奈（フェンシング選手） ソウルオリンピック出場（昭和63年）
- 大山妙子（元バスケットボール選手） アトランタオリンピック出場（平成8年）・アテネオリンピック出場（平成16年）
- 髙木美恵（元バスケットボール選手）
- アンモールプリート・コール（バスケットボール選手、インド代表）
- 松山和吉（元プロ野球選手）
- 小美濃武芳（元プロ野球選手）
- 川島堅（元広島東洋カープ投手）
- 大槻竜也(元バレーボール選手　元全日本代表)
- 白鳥勝浩（プロビーチバレー選手）
- 細川延由（元バレーボール選手元全日本代表キャプテン）
- 山本湧（バレーボール選手）
- 塩田達也（バレーボール選手）
- 大竹壱青（バレーボール選手）
- 木村忠寛（元フジテレビプロデューサー）
- カケフくん (元子役タレント)
- 細野晴希（プロ野球選手）
- 松山恭助（フェンシング）
- 松本光正（インフルエンサー）